# رسم بالرمل
الرسم بالرمل هو فن لضناعة اشكال فنية بواسطة الرمل
الرسم بالرمل هو فن لصناعة أشكال فنية بواسطة سكب الرمل ذو الألوان المختلفة داخل زجاجة.

نماذج لأعمال جاهزة للرسم بالرمل

نماذج لأعمال جاهزة للرسم بالرمل

أدوات عمل الرسام

## معرض صور

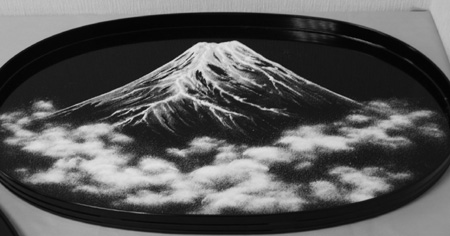
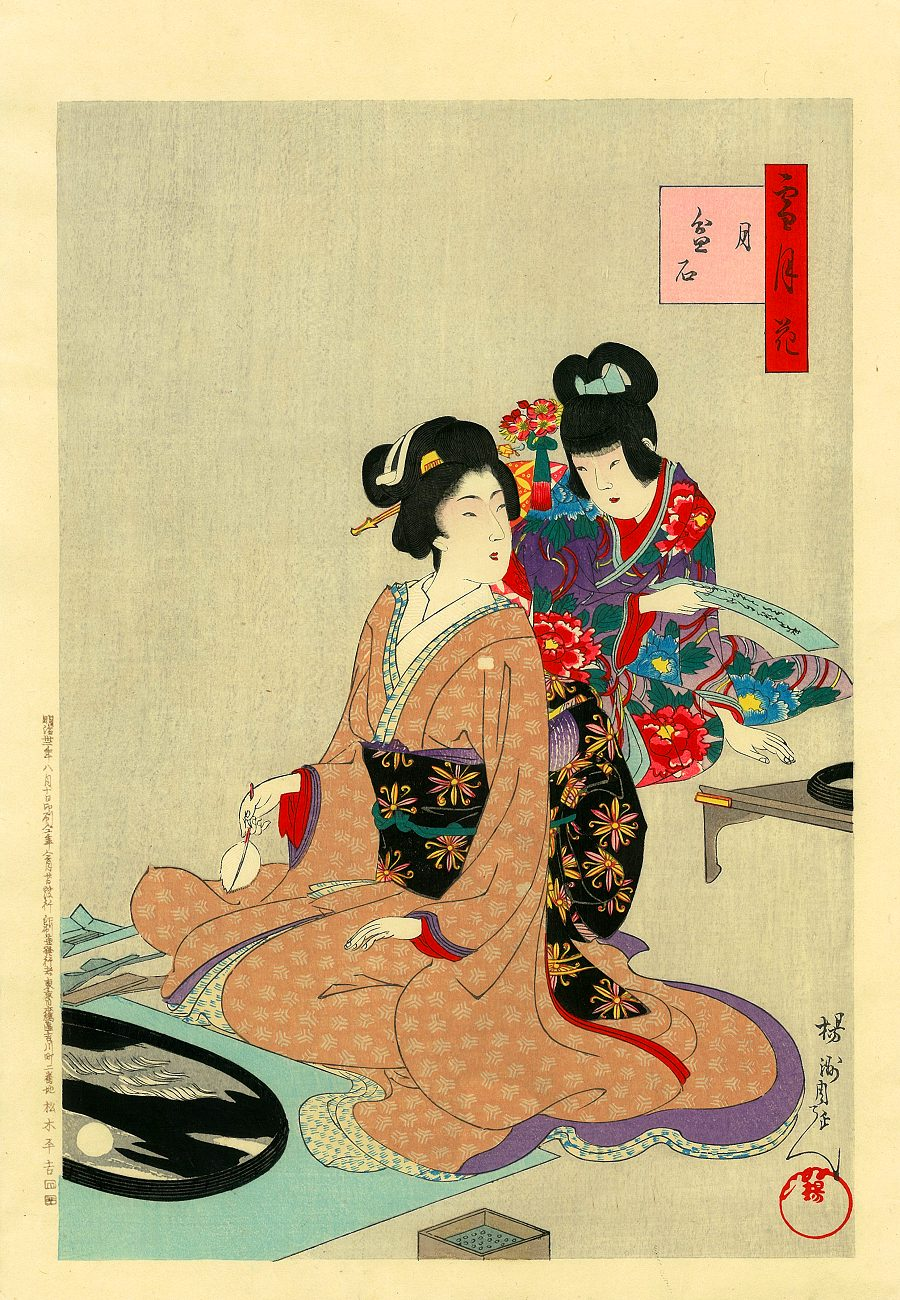
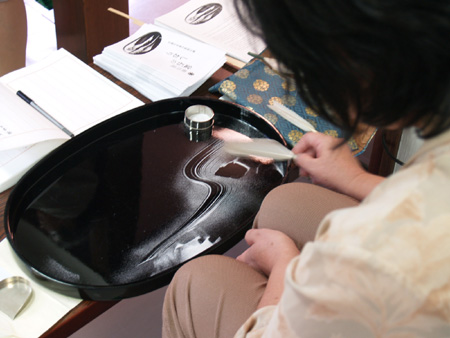

## وصلات خارجية
- [أوساط كوم http://www.aawsat.com/details.asp?section=67&article=584900&issueno=11600]
- الرسم بالرمل